# Psittacanthus biternatus
Psittacanthus biternatus är en tvåhjärtbladig växtart som först beskrevs av Johann Centurius von Hoffmannsegg, och fick sitt nu gällande namn av Carl Ludwig von Blume. Psittacanthus biternatus ingår i släktet Psittacanthus och familjen Loranthaceae. Inga underarter finns listade i Catalogue of Life.